# Andalucía-Cajasur/2008
Deze pagina geeft een overzicht van de wielerploeg Andalucía-Cajasur in 2008.

## Samenstelling
| Naam                    | Geboortedatum    | Nationaliteit | Ploeg 2007             |
| ----------------------- | ---------------- | ------------- | ---------------------- |
| José Luis Carrasco      | 27 april 1982    | Spanje        |                        |
| José Antonio Carrasco   | 27 april 1982    | Spanje        | Neo                    |
| Claudio José Casas      | 25 februari 1982 | Spanje        |                        |
| Juan Javier Estrada     | 08 augustus 1981 | Spanje        | Neo                    |
| Cecilio Gutiérrez       | 01 juli 1984     | Spanje        | Neo                    |
| José Antonio Lopez      | 11 juli 1976     | Spanje        |                        |
| Francisco José Martínez | 14 mei 1983      | Spanje        |                        |
| Luis Ángel Maté         | 23 maart 1984    | Spanje        | Neo                    |
| Javier Moreno           | 18 juli 1984     | Spanje        | Extremadura-Spiuk      |
| Antonio Olmo            | 05 maart 1978    | Spanje        |                        |
| Manuel Ortega Ocaña     | 07 juli 1981     | Spanje        |                        |
| Antonio Piedra          | 01 juni 1985     | Spanje        | Fuerteventura-Canarias |
| José Antonio Redondo    | 05 maart 1985    | Spanje        | Astana                 |
| Jesús Rosendo           | 16 maart 1982    | Spanje        |                        |
| José Ruiz               | 19 oktober 1980  | Spanje        |                        |
| Francisco Ventoso       | 06 mei 1982      | Spanje        | Saunier Duval          |

2005 · 2006 · 2007 · 2008 · 2009 · 2010 · 2011 · 2012 · 2013